# Đớp ruồi ngực nâu
Muscicapa muttui là một loài chim trong họ Muscicapidae.